# Bourguignon-sous-Coucy
Bourguignon-sous-Coucy è un comune francese di 90 abitanti situato nel dipartimento dell'Aisne della regione dell'Alta Francia.

## Società

### Evoluzione demografica
Abitanti censiti